# Kathedrale St. Paul (Damaskus)

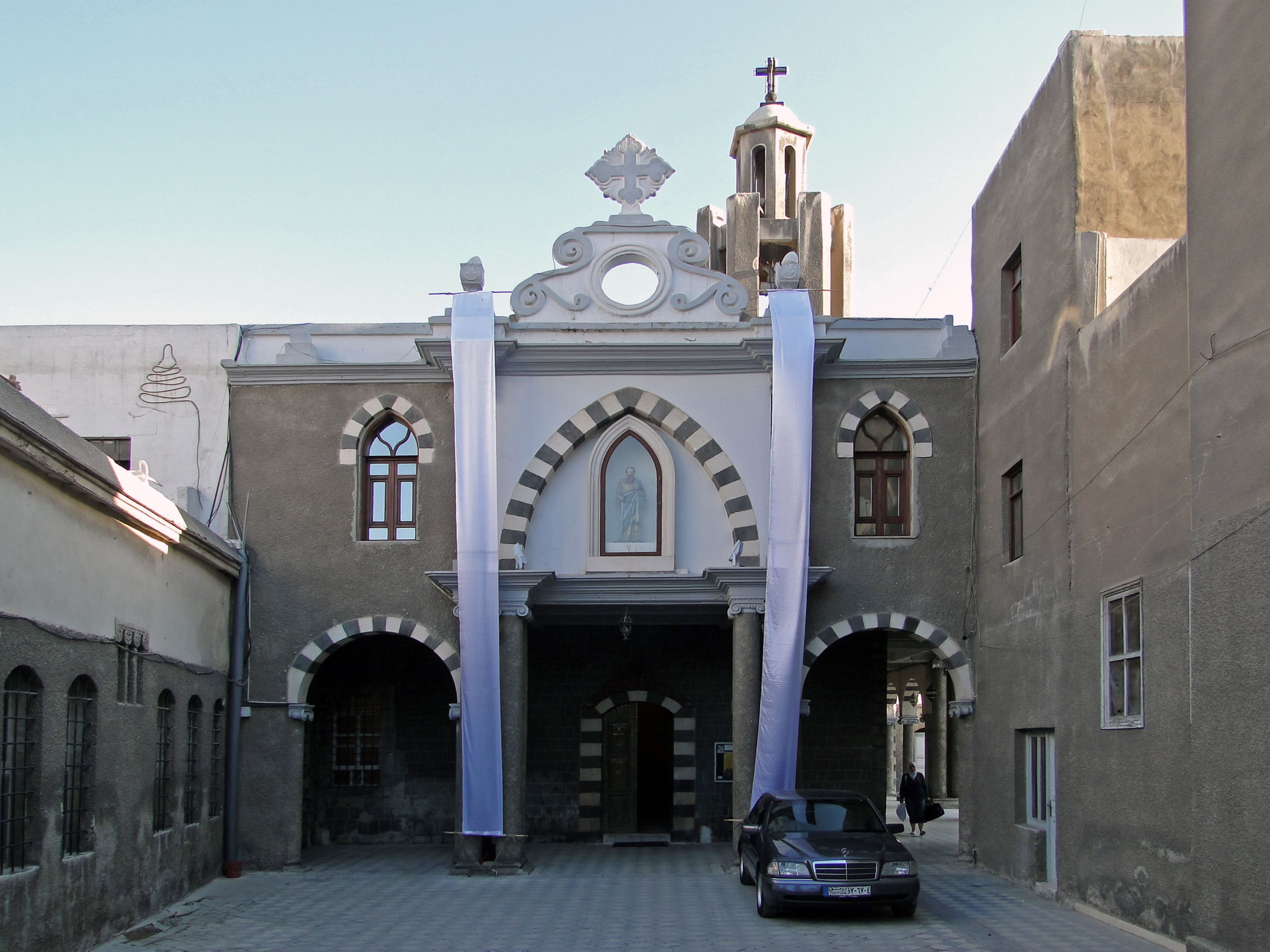
Syrisch-katholische Kathedrale des Heiligen Paulus in Damaskus, 2010

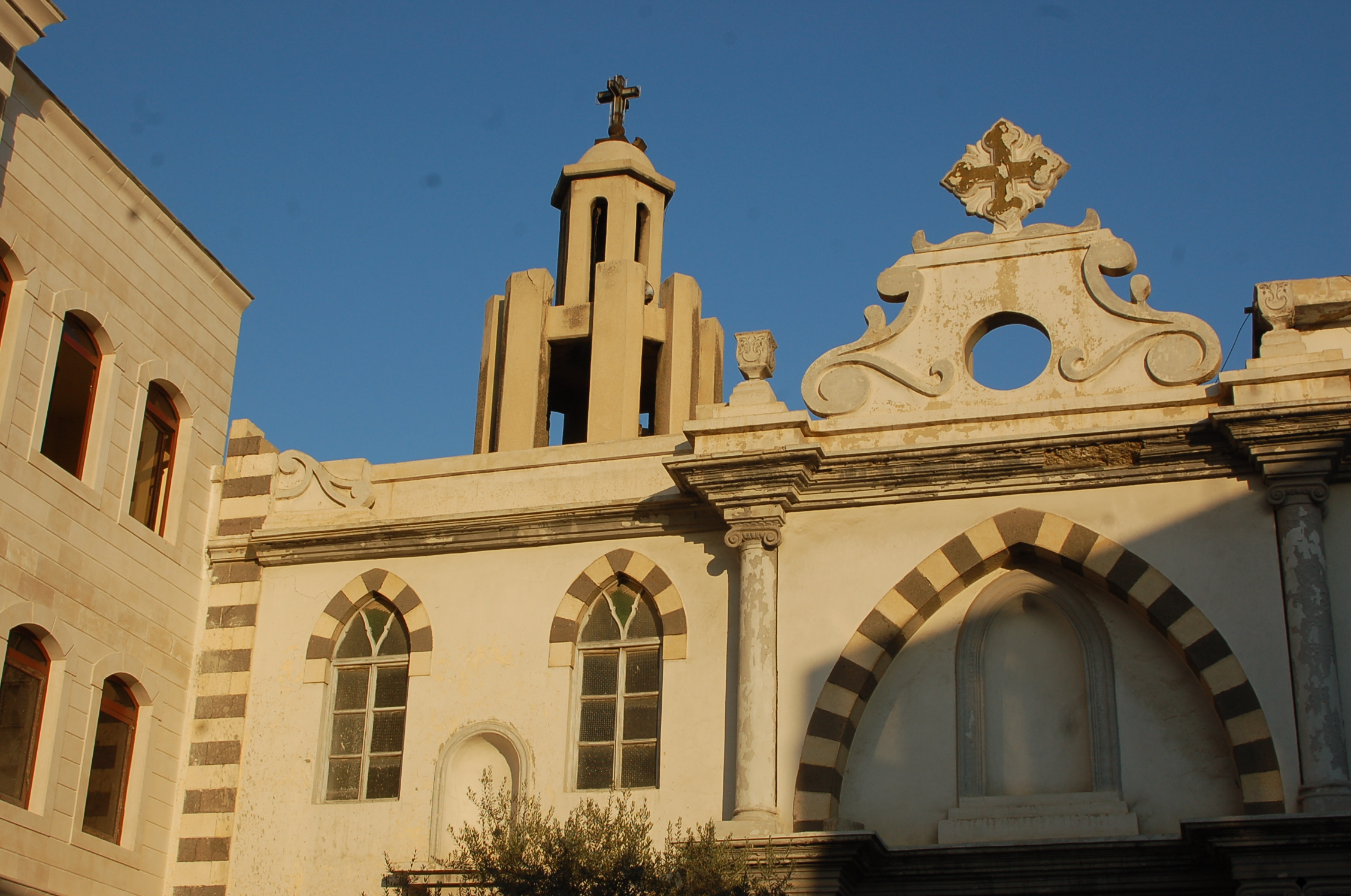
Ansicht mit Glockenturm, 2006

Die Kathedrale des Heiligen Paulus oder Pauluskathedrale (arabisch كاتدرائية مار بولس, DMG Kātidrāʾīyat Mār Baulus) ist die Kathedrale der syrisch-katholischen Kirche in der syrischen Hauptstadt Damaskus. Sie steht im christlichen Viertel beim östlichen Stadttor Bab Scharqi an der Südseite der Geraden Straße und ist Sitz der syrisch-katholischen Erzeparchie Damaskus.

## Kirchenbau
Die syrisch-katholische Kathedrale des Heiligen Paulus steht etwa 100 m westlich vom Bab Scharqi, dem Osttor der Altstadt, an der Südseite der Geraden Straße. Die Bausubstanz des Gebäudes stammt aus dem 19. und dem 20. Jahrhundert. Die Kirche verfügt über mächtige Betonsäulen im klassischen Stil, die aus der Entfernung den Eindruck von schwarzem Basalt geben.
In direkter Nähe der syrisch-katholischen Pauluskathedrale stehen die Kathedralen zweier anderer Kirchen: Südlich, also von der Geraden Straße aus gesehen hinter ihr ist die auch als Al-Zeitoun-Kirche bekannte melkitische griechisch-katholische Kathedrale, während direkt beim Bāb Scharqi an der Südseite der Geraden Straße die Sankt-Sarkis-Kathedrale der Armenischen Apostolischen Kirche steht.
Zu den Gottesdiensten in der Pauluskathedrale kommen syrisch-katholische Christen aus dem ganzen Stadtgebiet von Damaskus. Die Kirche feiert jedes Jahr am 29. Juni das Fest ihres Schutzheiligen Paulus von Tarsus, der, zunächst noch Verfolger der Anhänger Jesu, vor den Toren dieser Stadt durch das Damaskuserlebnis zum Glauben an Jesus Christus kam und in Damaskus begann, die Botschaft von der Auferstehung zu verkünden (Apg 9,1–25 ).

## Geschichte
An der Stelle der benachbarten armenischen apostolischen St.-Sarkis-Kathedrale stand vor der arabisch-islamischen Eroberung von Damaskus 636 ein syrisch-orthodoxes Kloster, dessen Kirche den Märtyrern Sergios und Bakchos gewidmet war und lange Zeit von Armeniern und die syrischen Christen gemeinsam genutzt wurde, dann aber armenische Kirche war. Später entstand am Ort der heutigen Kathedrale St. Paul eine syrische Kirche mit Moses dem Äthiopier als Schutzheiligem, die spätestens seit 1662, als sich ein Teil der syrischen Christen mit Rom uniert hatte, zwischen syrischen Orthodoxen und syrischen Katholiken umstritten war: Manchmal saß hier ein orthodoxer und manchmal ein katholischer Bischof. Führende Kontrahenten waren in den 1660er Jahren der katholische Ignatius Andreas Akhidjan aus Aleppo und der orthodoxe Ignatius Abdul Masih I. 1829 setzte sich in der Kirche an der Geraden Straße schließlich die syrisch-katholische Kirche durch, und die syrisch-orthodoxe Kirche musste sich zunächst ein neues Gotteshaus in der Hanania-Straße, später dann die Georgskathedrale an der Bāb-Tūmā-Straße bauen. 1848 wurde unter Bischof Jakob Eliani die alte Moses-von-Äthiopien-Kirche abgerissen und an ihrer Stelle eine neue, größere Kathedralkirche gebaut, die nun nicht mehr dem Patronat Moses von Äthiopien anvertraut war, sondern an die Bekehrung des Paulus erinnerte. Bereits zwölf Jahre danach, am 9. Juli 1860, wurde die Kirche beim Massaker im Christenviertel von Damaskus gebrandschatzt und so der südliche Teil des Gebäudes zerstört, doch danach wieder aufgebaut und 1863 wiedereröffnet.

## Bischof
Am 27. Juli 2019 wurde in der syrisch-katholischen Pauluskathedrale in Anwesenheit des syrisch-orthodoxen Patriarchen Mor Ignatius Ephräm II. Karim der neue syrisch-katholische Erzbischof von Damaskus, Mor Youhanna Jihad Battah, eingesetzt. Geleitet wurde die Amtseinführung vom Patriarchen Mor Ignatius Joseph III. Younan.

## Kathedrale Unserer Frau
Auf der katholischen Website Gcatholic.org erscheint die syrisch-katholische Kathedrale an der Bab-Scharqi-Straße mit dem Erzbischof Youhanna Jihad Battah als „Kathedrale Unserer Frau“ (Cathédrale Notre-Dame bzw. Cathedral of Our Lady), was den Angaben an anderen Stellen widerspricht, dass es eine Pauluskirche ist. Es ist allerdings auch möglich, dass es sich hier um ein Doppelpatrozinium handelt.